# 草地章江 真っ赤なレモン
草地章江 真っ赤なレモン（くさちふみえまっかなれもん）は東海ラジオで土曜深夜に放送されていたラジオ番組。放送期間は1988年10月から1990年3月まで、放送時間は毎週土曜日の25:00から25:30（JST）。

## 放送内容
当時歌手の草地章江が土曜の深夜に楽しいおしゃべりと音楽という内容で放送していた。この時は東海ラジオの中部ローカル番組だった。
| 東海ラジオ 土曜日 25:00 - 25:30 | 東海ラジオ 土曜日 25:00 - 25:30 | 東海ラジオ 土曜日 25:00 - 25:30 |
| 前番組                          | 番組名                          | 次番組                          |
| ------------------------------- | ------------------------------- | ------------------------------- |
| 伸一・雅子 DOKIDOKIタイムラグ   | 草地章江 真っ赤なレモン         | （不明）                        |